# Хомейни, Хасан
Хасан Хомейни (перс. سید حسن خمینی‎; род. 3 декабря 1972, Кум) — иранский религиозный деятель. В средствах массовой информации его называют «самым выдающимся» внуком Рухоллы Хомейни (из 15) и тем, «у которого, по мнению многих, может быть многообещающее политическое будущее».

## Биография

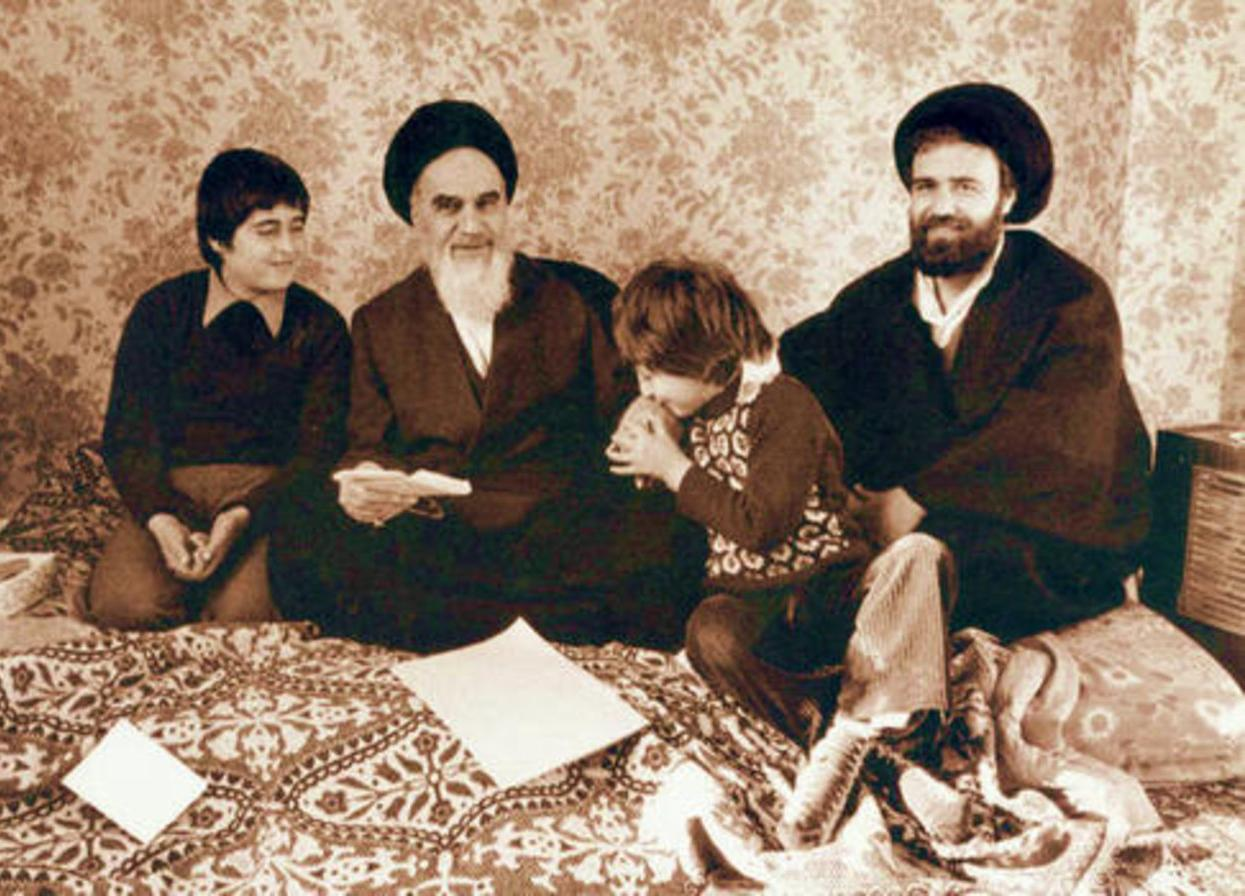
Хасан Хомейни с дедом и отцом.

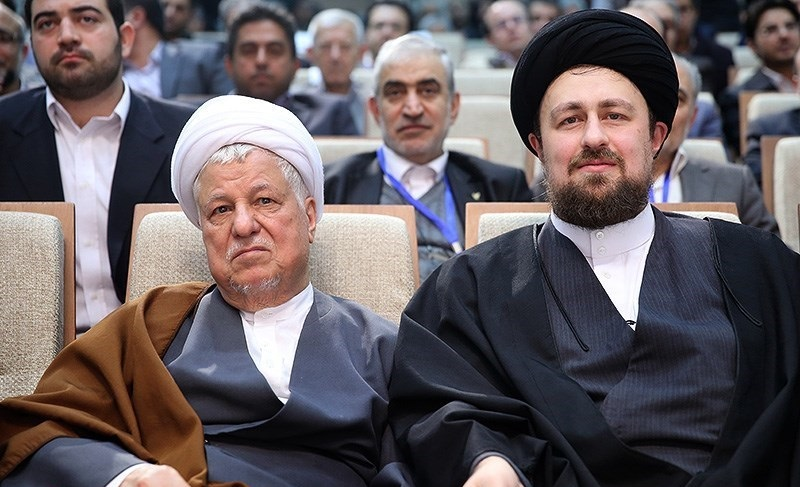
Хасан Хомейни с Али Акбаром Хашеми Рафсанджани.

Внук основателя Исламской Республики Иран Рухоллы Хомейни. Сын Ахмада Хомейни и Фатеме Табатабаи. Имеет четверо детей.
В 1993 году стал религиозным деятелем. В 1995 году был назначен смотрителем мавзолея Хомейни, где похоронены его дед и отец, и имел официальные встречи с такими официальными лицами, как президент Сирии Башар Асад и генеральный секретарь «Хезболлы» Хасан Насралла. Также преподает в священном городе Кум и опубликовал свою первую книгу об исламских сектах.
В средствах массовой информации про него писали, что он «выразил разочарование по поводу некоторых политических шагов режима, в котором доминируют фундаменталисты», такие как бывший президент Махмуд Ахмадинежад. В интервью в феврале 2008 года высказался против вмешательства военных в политику. Вскоре после этого в средствах массовой информации появились сообщения о коррумпированности Хасана Хомейни, в частности утверждалось, «что он водит автомобиль марки BMW, поддерживает богатых политиков и равнодушен к страданиям бедняков».
Согласно ежедневной иранской газете Kargozaran, этот факт стал «первым случаем в истории Исламской Республики Иран», когда один из потомков Рухоллы Хомейни был «публично оскорблен». Хасан Хомейни встретился с реформаторами перед президентскими выборами 2009 года, провел переговоры с проигравшим кандидатом в президенты Мир-Хосейном Мусави и поддержал его призыв отменить результаты выборов.
9 декабря 2015 года объявил, что займется политикой и будет баллотироваться в Совет экспертов на выборах 2016 года. Однако, его кандидатура была отклонена Советом стражей конституции 10 февраля 2016 года.
В июне 2020 года иранские средства массовой информации предположили, что Хасан Хомейни станет кандидатом в президенты на выборах 2021 года.